# Tala, Herre, låt oss bära
Tala, Herre, låt oss bära är en psalm med text skriven 1903 av Josef Grytzell och musik skriven 1845 av William Litton Viner. Texten bearbetades 1986 av Sven Larson.

## Publicerad i
- Psalmer och sånger 1987 som nr 451 under rubriken "Kyrkan och nådemedlen - Helg och gudstjänst".[1]